# Grevskapet Tripolis
Grevskapet Tripolis var en korsfararstat som uppstod 1109 i samband med det första korståget. Grevskapet var beläget i nuvarande Libanon och omfattade kusten mellan kungariket Jerusalem i söder och furstendömet Antiokia i norr.  År 1289 intogs och förstördes huvudorten Tripolis av egyptiske sultanen Qalawun. 